# Debtors' Act of 1869
Debtors' Act of 1869 var ett beslut i Storbritanniens parlament från 1869. som reformerade gäldenärernas ställning.

## Detalj
I England hade de som inte kunde betala sina skulder tidigare satts i gäldstuga. Parlamentsbeslut från 1831 och 1861 blev början på en ändring på detta, men fler reformer ansågs nödvändiga. Vidare reformer följde med Bankruptcy Act från 1883.
Det mesta av lagen avskaffades sedan, dock inte allt.

### Fotnoter
1. ↑  Regnal 32 & 33 Vic., c. 62
2. ↑  Rajak, p.14.